# 田川市民球場
田川市民球場（たがわしみんきゅうじょう）は、福岡県田川市にある野球場。

## 施設概要
- 面積：13,153㎡[1]
- 内野：土 外野：天然芝
- 両翼：93m 中堅：117m
- 収容人員：約10,000人
- 照明：なし
- スコアボード：パネル式